# Songs from the Sparkle Lounge
Albums de Def Leppard
Yeah!
(2006) Mirror Ball - Live & More
(2011)
Songs from the Sparkle Lounge est le dixième album studio et le quatorzième album (tous compris) du groupe de hard rock britannique Def Leppard, sorti le 25 avril 2008 en Europe et le 29 avril 2008 en Amérique du Nord.

## Liste des chansons
| No  | Titre                   | Auteur                          | Durée |
| --- | ----------------------- | ------------------------------- | ----- |
| 1.  | Go                      | Collen, Elliott                 | 3:21  |
| 2.  | Nine Lives              | Collen, Elliott, McGraw, Savage | 3:32  |
| 3.  | C'mon C'mon             | Savage                          | 4:09  |
| 4.  | Love                    | Savage                          | 4:17  |
| 5.  | Tomorrow                | Collen                          | 3:35  |
| 6.  | Cruise Control          | Campbell                        | 3:03  |
| 7.  | Hallucinate             | Collen                          | 3:17  |
| 8.  | Only the Good Die Young | Campbell                        | 3:34  |
| 9.  | Bad Actress             | Elliott                         | 3:03  |
| 10. | Come Undone             | Elliott                         | 3:32  |
| 11. | Gotta Let It Go         | Campbell                        | 3:55  |

## Formation
- Joe Elliott : Chants
- Vivian Campbell : Guitare & Chœurs
- Phil Collen : Guitare & Chœurs
- Rick Savage : Basse, Chœurs & Guitare additionnel
- Rick Allen : Batterie & Chœurs